# Museo Histórico y Arqueológico de Baena
El Museo Histórico y Arqueológico de Baena es un museo municipal ubicado en la ciudad de Baena, en la provincia de Córdoba, España. El museo está distribuido en tres plantas, tanto para la colección permanente, como para exposiciones temporales. Así mismo, alberga una sala de congresos.

## Historia

### Casa de la Tercia
El museo está ubicado en la llamada Casa de la Tercia, en pleno casco histórico. Este edificio fue construido entre los años 1792 y 1795 como almacén de grano y semillas y como bodega de aceite, también estuvo destinado a reunir el diezmo de la Iglesia y demás impuestos a la Corona. En el año 1841, tras la Desamortización de Mendizábal, se suprimen las rentas eclesiásticas y el edificio pasó a ser propiedad privada. A principios del siglo XX se realizaron obras y comenzó a servir de posada, y durante la Guerra Civil Española como cárcel.

### Museo
El Ayuntamiento de Baena comenzó a arrendarlo a partir del año 1960 hasta su compra definitiva en 1984, cuando se realizó una gran reforma. La creación del museo vino propiciada por el descubrimiento del yacimiento de Torreparedones en los años 1990 y finalmente, fue inaugurado en 1999 en la planta baja del edificio. 
En el año 2010 se realizó una importante remodelación para ampliar el museo y cubrir las tres plantas del edificio, dicha reforma terminó en febrero de 2011.

## Colecciones
La mayoría de las colecciones del museo están dedicadas a la cultura íbera y romana, ya que la mayoría de los yacimientos encontrados en el término municipal de Baena pertenecen a estas culturas y los objetos se han trasladado al museo (véase Torreparedones, Cerro del Minguillar, etc.); aun así, también pueden encontrarse objetos visigodos y cristianos de épocas posteriores muy relevantes.
Entre sus obras más importantes destacan los leones íberos encontrados, incluida una copia de la Leona de Baena, los exvotos hallados en el santuario íbero de Torreparedones y diversas esculturas, monedas y artilugios romanos de diversos yacimientos colindantes.
Del mismo modo, en los últimos años se han ido produciendo donaciones de particulares que han ido incrementando la colección y dando más importancia al museo, mientras que se siguen investigando las más recientes, ya que las excavaciones siguen su curso.